# 11 Tage
11 Tage war ein Kunstexperiment des Künstlers Florian Mehnert im März 2015: Es wollte die Folgen allgegenwärtiger Überwachung und des daraus resultierenden Einsatzes von ferngesteuerten bewaffneten Drohnen untersuchen. Dies warf u. a. die Frage nach dem ethischen Wert einer Ratte bei gleichzeitig ständig stattfindendem Töten von Menschen durch automatisierte Drohnenangriffe auf. Nach internationalen Protesten beendete Mehnert die Aktion nach fünf Tagen vorzeitig.

## Aktion
Mittels eines interaktiven, synchronisierten Echtzeit-Videoprojekts konnten die Besucher einer Webseite per Tastatur oder Mausklick eine Paintball-Pistole, auf der eine Webcam fixiert war, steuern und eine in einem Auslauf untergebrachte Ratte per Livestream beobachten und mit der Kamera bzw. Pistole verfolgen.
Nach einem Countdown von 11 Tagen ab dem 14. März 2015 sollte der dann erste dazu entschlossene Besucher am 25. März des Jahres um 19:00 Uhr mit der „dann scharf gestellten Waffe“ die Ratte anonym abschießen können. Die Besucher der Webseite konnten so lange vermerken, ob sie die Ratte töten würden. 40 Prozent der Besucher bejahten dies.
Das Projekt wurde von Mehnert nach wenigen Tagen vorzeitig beendet: Die Ratte wurde Behördenvertretern übergeben, die den Anzeigen nachgingen; sie bestätigten eine bis dahin tierschutzgerechte Haltung des Tieres. Die Ratte sei artgerecht, in einer ausreichend dimensionierten Box gehalten worden, so das zuständige Veterinäramt, in dessen Obhut sich die Ratte anschließend befand. Nach Aussage des Künstlers war niemals geplant, die Ratte tatsächlich töten zu lassen.

## Reaktionen
Die Aktion löste nationale und internationale Proteste aus. Florian Mehnert war einem Shitstorm ausgesetzt. Mehrmals wurde der Server der Aktion gehackt und die Seite lahmgelegt. Tierschützer zeigten Florian Mehnert an.
Bei change.org wurde eine Petition gestartet: Diese Ratte steht symbolisch für all die Grausamkeiten, die der Mensch den Tieren antut. Es ist grausam, dass der Mensch einfach so die Macht erhält, ein unschuldiges Tier „im Namen der Kunst“ zu töten.
„Wegen des Drohnenkriegs oder der Totalüberwachung regt sich niemand auf. Aber wegen meines Experiments explodiert die Empörung“, sagte Mehnert der Kleinen Zeitung.

## Hintergrund
Die eigentliche Absicht des Aktionskünstlers Mehnert war, auf die allgegenwärtigen extremen modernen Möglichkeiten der Überwachung aufmerksam zu machen, die in der Perversion des anonymen, ferngesteuerten Tötens von Menschen per computergesteuerten „Kampfdrohnen“ gipfelten. Obwohl das Projekt nach nur 5 Tagen nach dem Start beendet wurde, ist für Mehnert das Konzept voll aufgegangen. Seine Intention war es, eine Diskussion darüber anzufachen, was bereits Realität ist: Das Töten von Menschen via Internet. Funkhaus Europa sagte er: „Es kann nicht sein, dass so viele Menschen aufschreien, wenn eine Ratte auf diese Weise getötet werden soll bzw. getötet werden könnte, aber alle den Mund halten, wenn zum Beispiel in Afghanistan Drohnenangriffe geflogen und dabei Menschen gezielt getötet werden.“